# Mesembrinella pictipennis
Mesembrinella pictipennis är en tvåvingeart som beskrevs av Aldrich 1922. Mesembrinella pictipennis ingår i släktet Mesembrinella och familjen spyflugor.
Artens utbredningsområde är Bolivia. Inga underarter finns listade i Catalogue of Life.